# Renate Bol
Renate Bol (* 1945 in Saarbrücken) ist eine deutsche Klassische Archäologin.

## Leben
Renate Bol studiert Klassische Archäologie, Alte Geschichte, Kunstgeschichte und Christliche Archäologie an den Universitäten Köln, Saarbrücken und Freiburg. In Freiburg erwarb sie zunächst den Magister in Kunstgeschichte bei Willibald Sauerländer, 1976 erfolgte die Promotion in Klassischer Archäologie mit einer Dissertation zum Statuenprogramm des Nymphäums des Herodes Atticus in Olympia bei Felix Eckstein. 1981 wurde sie wissenschaftliche Mitarbeiterin an der Universität Mainz, wo sie sich 1994 mit einer Arbeit zu den Amazonen von Ephesos habilitierte und später zur außerplanmäßigen Professorin ernannt wurde. Von 1997 bis 2008 war Bol Teilprojektleiterin im Sonderforschungsbereich 295 „Kulturelle und sprachliche Kontakte. Prozesse des Wandels in historischen Spannungsfeldern Nordostafrikas/Westasiens“ an der Universität Mainz.
Bols Forschungsschwerpunkte liegen auf dem Gebiet der antiken Plastik, insbesondere der römischen Plastik aus Milet und Olympia, sowie der phönizisch-punischen und zyprischen Sepulkral- und Votivdenkmäler.
Renate Bol war mit dem Klassischen Archäologen Peter Cornelis Bol (1941–2012) verheiratet. Aus der Ehe ging ein Sohn hervor.

## Schriften (Auswahl)
- Das Statuenprogramm des Herodes-Atticus-Nymphäums (= Olympische Forschungen, Band 15). de Gruyter, Berlin 1984, ISBN 978-3-11-009537-1.
- Amazones volneratae. Untersuchungen zu den Ephesischen Amazonenstatuen. Philipp von Zabern, Mainz 1998, ISBN 978-3-8053-2317-8.
- Marmorskulpturen der römischen Kaiserzeit aus Milet. Aufstellungskontext und programmatische Aussage (= Milet Band 5 Funde aus Milet Teil 2). De Gruyter, Berlin / New York 2011, ISBN 978-3-11-025184-5.

Herausgeberin
- mit Detlev Kreikenbom: Sepulkral- und Votivdenkmäler östlicher Mittelmeergebiete (7. Jh. v. Chr. - 1. Jh. n. Chr.). Kulturbegegnungen im Spannungsfeld von Akzeptanz und Resistenz. Akten des internationalen Symposiums Mainz, 1.-3. November 2001. Bibliopolis, Möhnsee 2004, ISBN 978-3-933925-51-0.
- mit Ursula Höckmann und Patrick Schollmeyer: Kult(ur)kontakte. Apollon in Milet/Didyma, Histria, Myus, Naukratis und auf Zypern. Akten der table ronde in Mainz vom 11.-12. März 2004 (= Internationale Archäologie. Arbeitsgemeinschaft, Symposium, Tagung, Kongress, Band 11). Leidorf, Rahden/Westfalen 2008, ISBN 978-3-89646-441-5.
- mit Kathrin Kleibl, Sabine Rogge: Zypern – Insel im Schnittpunkt interkultureller Kontakte. Adaption und Abgrenzung von der Spätbronzezeit bis zum 5. Jahrhundert v. Chr. (= Schriften des Instituts für Interdisziplinäre Zypern-Studien, Band 8). Waxmann, Münster und andere 2010, ISBN 978-3-8309-2319-0.
- mit Peter Cornelis Bol, Carola Reinsberg, Detlev Kreikenbom: Plastik der römischen Kaiserzeit vom Regierungsantritt des Antoninus Pius bis zum Ende der Antike (= Die Geschichte der antiken Bildhauerkunst, Band 5), Liebieghaus Skulpturen Sammlung/Wernersche Verlagsgesellschaft, Frankfurt am Main/Worms 2019, ISBN 978-3-88462-371-8.